# Шилов, Фёдор Григорьевич
Фёдор Григорьевич Шилов (1879, Мишутино, Ярославская губерния — 1962, Ленинград) — библиофил, книговед, библиограф

.

## Биография
Родился в 1879 году в деревне Мишутино Даниловского уезда Ярославской губернии в крестьянской семье.
Первоначально обучался у деревенского грамотея. Двенадцатилетним мальчиком отец привез его в Петербург и устроил в обучение к земляку и дальнему родственнику, книготорговцу Максиму Павловичу Мельникову, где Фёдор проработал 8 лет: «четыре года мальчиком и четыре — продавцом, в ученичестве». В 1899 году он стал работать у антиквара-книжника Евдокима Акимовича Иванова. Как он вспоминал позднее: «Если восемь лет работы у Мельникова были для меня средней школой, то четыре года службы у Иванова были университетом».
В 1904 году Ф. Г. Шилов открыл собственный букинистический магазин. В это же время он начал поиск, покупку, а затем и продажу крупным книгохранилищам ценных архивных документов. С 1905 года он выпускал каталоги антикварных книг, имевшихся у него в магазине; до 1917 года вышел 31 номер.
В 1914 году Шилов начал издательскую деятельность. Им были выпущены «Альбом лубочных картин на войну с немцами», альбом «Наши недруги в карикатуре», «Заметки о русских иллюстрированных изданиях. Игры детские» Н. Обольянинова (1916), «Похвала книге» И. А. Шляпкина (1917) (в 1916—1917 годах он, будучи мобилизованным, служил писарем в отделе печати Генерального Штаба).
с 30 сентября 1918 года работал в созданном Центральном комитете государственных библиотек (ЦКГБ): занимался оценкой книжных коллекций П. В. Губара, В. Я. Адарюкова и др. В мае 1919 года по приглашению Максима Горького перешёл в экспертную комиссию при Наркомвнешторге, занимаясь разбором библиотек вел. кн. Ксении Александровны, адмирала Н. М. Чихачева, князя Голицына, Вяземского, министра юстиции И. Г. Щегловитова, а также множества мелких книжных собраний и библиотек.
В 1926 году П. В. Губар, владелец магазина «Антиквариат», пригласил Шилова заведовать этим магазином, в следующем году магазин перешёл в собственность Шилова. После закрытия «Антиквариата» в конце 1929 года он сменил несколько мест службы. С 1934 года Шилов подрабатывал в Литературном музее; ему удалось разыскать и передать музею документы, рукописные материалы и письма известных писателей, учёных и общественных деятелей: И. С. Тургенева, Н. С. Лескова, Л. Н. Толстого, Мазепы, Кочубея. В течение десяти лет Ф. Г. Шилов работал товароведом в «Книжной лавке писателей».
Всю блокаду Шилов провел в Ленинграде. В январе 1942 года сгорел дом, в котором он жил; половина книг его библиотеки погибла, спасти удалось немного. Часть уцелевшего была продана книжной лавке писателей, а часть (отдел библиографии) — Публичной библиотеке. «Во время блокады я вынужден был расстаться с самыми ценными для меня вещами — книгами… Одно утешение, что всё моё собрание поступило в Публичную библиотеку им. М. Е. Салтыкова-Щедрина».
На протяжении многих лет Шилов принимал активное участие в деятельности Ленинградского общества библиофилов. На заседаниях общества им были прочитаны доклады: «Библиофилы из народа» (1927), «Из личных воспоминаний: Об А. Д. Торопове» (1928), «Что должно интересовать библиофила» (1928), «Библиотека Всемирной литературы» (1929), «Запрещенная литература в собрании ленинградских библиофилов» (1930, напечатано в «Альманахе библиофила».), «Торговля старой книгой до революции и теперь» (1927, машинопись в архивном фонде РГБ: Ф. 362. Симони, Павел Константинович).
К концу жизни Ф. Г. Шилов потерял зрение и иронически говорил: «Проел свои глаза на книгах. Ведь сколько я перечитал на своем веку всяческой мелкописи, да и рукописей перечитал порядком».

## Цитата
Что значит книголюб ? — спросил он. — Это человек, для которого ничего нет на свете, кроме этой любви. Ни жены, ни детей, ни друзей. Книга для него — вся жизнь. А жены у него, между прочим, даже не может быть, потому что женщина книгу не любит.
— Вечные спутники. Советские писатели о книгах, чтении, библиофильстве. — М., 1983. — С. 71—72.